# Logitech
Logitech is een Zwitsers producent van hardware (randapparatuur voor computers). Het bedrijf is beursgenoteerd aan zowel de Swiss Exchange als de Amerikaanse NASDAQ. Het bedrijf maakt deel uit van de Swiss Market Index.
Logitech werd opgericht in 1981 in de Zwitserse plaats Apples. Het bedrijf is voortgekomen uit de Technische Hogeschool van Lausanne, waar professor Jean-Daniel Nicoud de moderne computermuis uitvond.

## Activiteiten
Het bedrijf produceert verscheidene hardware-artikelen zoals muizen, toetsenborden, luidsprekers en webcams. Hiervoor heeft het eigen fabrieken, maar een deel van het werk wordt uitbesteed. In het gebroken boekjaar tot 31 maart 2022 behaalde het bedrijf een omzet van US$ 5,5 miljard. De Verenigde Staten is de belangrijkste afzetmarkt met een omzetaandeel van zo'n 35% in 2022 gevolgd door Duitsland met 15% en de Volksrepubliek China met 10%. Het bedrijf gaf in de drie jaren van 2020 tot en met 2022 gemiddeld zo'n US$ 230 miljoen uit aan onderzoek- en ontwikkelingskosten.